# Manuel Goded Llopis
Manuel Goded Llopis (San Juan de Puerto Rico, 15 d'octubre de 1882 - Castell de Montjuïc, Barcelona, 12 d'agost de 1936) fou un militar d'ascendència catalana nascut a Puerto Rico, que capitanejà la revolta militar a Barcelona a l'inici de la Guerra Civil espanyola, motiu pel qual fou detingut, jutjat de manera sumaríssima i afusellat per les forces fidels a la república espanyola al Castell de Montjuïc de Barcelona.

## Inicis de la carrera militar
Començà la seua carrera militar als 14 anys quan ingressà a l'Acadèmia Militar d'Infanteria. El 1905 arribà ser capità de l'Estat Major. Igual que molts militars de l'època, ascendí per mèrit de guerra gràcies a la guerra del Marroc (1924-1927), en què fou ascendit a general el 1926. Participà en el desembarcament d'Alhucemas i fou cap de l'Estat Major del General José Sanjurjo.
Encara que oferí el seu suport a la presa del poder per part del general Primo de Rivera, posteriorment participà en intrigues en contra d'ell, la qual cosa li valgué ser jutjat per traïció i passar a la reserva. Quan arribà la Segona República Espanyola fou tret d'aquesta situació i nomenat Cap de l'Estat Major Central de l'Exèrcit. Participà en la Sanjurjada del 10 d'agost de 1932, per la qual cosa fou novament retirat de l'activitat militar per part del govern.
El 1934 col·laborà amb Franco en la repressió de la revolta d'Astúries, per la qual cosa el govern del radical-cedista, li atorgà el càrrec de director general d'Aeronàutica i de la 3a Inspecció de l'Exèrcit.
A principis del 1936, amb el Front Popular al poder, tornà a conspirar contra el govern, causa que motivà que fóra allunyat de la capital en ser nomenat comandant general de Balears.

## La participació en el Cop d'estat
El 19 de juliol del 1936, en produir-se la sublevació que donà començament la guerra civil, aprofità el seu grau militar per a rebel·lar les places de Mallorca i Eivissa i deixar-la en mans dels rebels. Però volgué anar més lluny encara i, amb un hidroavió, es presentà a Barcelona per a tractar d'aconseguir la sublevació d'aquesta ciutat. Després de destituir i arrestar el general Francisco Llano de la Encomienda, fracassà en els següents plans i fou arrestat. Empresonat al vaixell-presó Uruguay, fou jutjat i condemnat a mort, després de ser obligat a confessar mitjançant ràdio el fracàs del Levantamiento i la seua rendició. El 12 d'agost del 1936 fou afusellat, juntament amb altres militars, al castell de Montjuïc de Barcelona.

### La caiguda de Capitania general
Cap al migdia, hom s'assabentà que el general Goded havia arribat en avió des de Maó i que tot seguit ocupà l'edifici de la Capitania General, on, a més a més, tenia detingut el general Llano de la Encomienda, autoritat militar legítima. Les autoritats ordenaren una estreta vigilància pels voltants de l'esmentat edifici, amb l'objectiu de controlar els moviments dels militars insurrectes.
A les sis de la tarda, hom organitzà l'atac a Capitania i nombrosos grups de paisans, republicans i obrers, a les ordres del comandant Enric Pérez i Farràs. L'edifici de Capitania fou bombardejat amb les mateixes peces d'artilleria que havien estat arrabassades als militars revoltats.
La lluita, amb tot i que no durà més d'una hora, fou sagnant i acarnissada. Però la resistència era de tot inútil i, finalment, els subjectes que componien l'Estat Major insurgent es rendiren i foren agafats presoners. Les forces lleials ocuparen la Capitania i el general Goded fou conduït a presència del President de la Generalitat.
De Capitania es feu càrrec tot seguit el general de la Guàrdia Civil José Aranguren Roldán qui, des del primer moment, es posà amb les seves forces al costat de les autoritats legítimes.

### El Consell de Guerra
A les set del matí del dia 11 d'agost de 1936 va tenir lloc, a bord del vaixell "Uruguai" el Consell de Guerra sumaríssim contra els ex-generals Manuel Goded i Llopis i Alvaro Fernández Burriel caps de la sublevació militar a Catalunya. El tribunal estava constituït pel president Guillermo de la Peña Cusi (coronel d'infanteria), els vocals coronel d'infanteria Josep Puñet Morales, els tinents coronels d'infanteria Nicolau Martínez Sosuza i Carles Redondo Flores, el tinent coronel d'enginyers Màrius Gimenez Ruiz i Josep Combelles Burgos, com a vocal suplent, el comandant d'infanteria Josep Michellas Llull i com a vocal ponent el tinent auditor de primera Salvador Campos Penalles. El jutge de primera instructor fou el coronel de cavalleria Carlos Caballero i Méndez. De fiscal va actuar el tinent auditor de primera Pere Rodriguez Gomà.
Estava encarregat de la defensa dels dos processats el comandant d'Estat Major Antoni Aymat Mereca, i com a suplent el capità de tren Antoni Sanchez Bravo.
Hom va habilitar, per a la celebració del Consell el menjador de primera classe del vaixell on foren convenientment distribuïts els llocs ocupats pel tribunal, el fiscal, el defensor i el jutge. Entre la taula d'aquest i la del Tribunal, hi havia quatre cadires que foren ocupades, les del mig pels dos processats i a cada banda d'aquests per un número de la Guàrdia Civil. Darrere la taula del jutge n'hi havia cinc més que foren ocupades pels periodistes i taquígrafs i a continuació alguns rengles de cadires destinades al públic. Presidia la sala una gran bandera republicana amb una de catalana al centre.
Un cop donada la veu d'"Audiència Pública", el jutge instructor procedí a la lectura de l'apuntament, i tot seguit van prestar declaració el capità general de la guarnició de Barcelona, general Llano de la Encomienda, el general de la Guàrdia Civil José Aranguren i alguns militars processats. A continuació, el fiscal va pronunciar un discurs en el qual va formular la petició de la pena de mort per als processats. Seguidament va parlar el defensor. A un quart d'onze s'havia acabat el Consell i a continuació el Tribunal va reunir-se en sessió secreta, essent aprovada la sentència de pena de mort contra els ex-generals Goded i Fernandez Burriel. Aquesta sentència, després d'ésser notificada als processats, va passar a l'Auditor, el qual en va signar la conformitat.